# Dražen Petrović

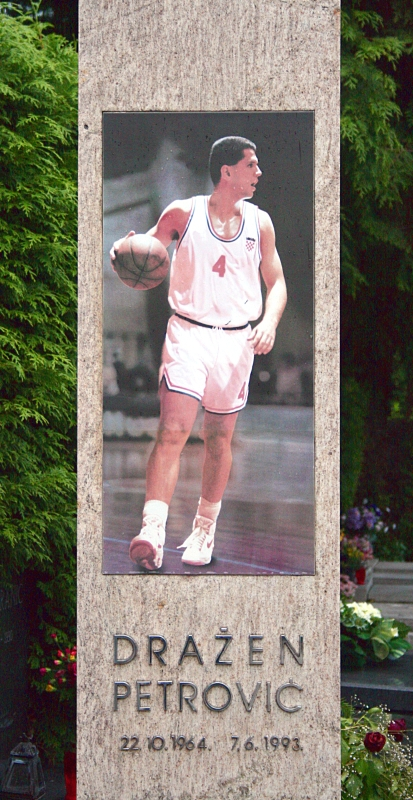
Hrob Dražena Petroviće na hřbitově Mirogoj u Záhřebu

Dražen Petrović (22. října 1964 – 7. června 1993) byl jugoslávský a chorvatský profesionální basketbalista.
Petrović za svou kariéru hrál postupně za týmy:
- KK Šibenka: 1979–1983
- KK Cibona: 1984–1988
- Real Madrid: 1988–1989
- Portland Trail Blazers: 1989–1991
- New Jersey Nets: 1991–1993

V době svého přestupu z KK Cibona Zagreb do Realu Madrid byl považován za jednoznačně nejlepšího evropského basketbalistu. Jeho první angažmá v NBA v týmu Trail Blazers příliš nevyšlo – dostával pouze minimální prostor během zápasů a tomu odpovídaly i nepříliš lichotivé osobní statistiky. Po přestupu do Nets se naopak stal jedním z pilířů úspěchu tohoto týmu, který byl korunován účastí v play-off.
Celou svou kariéru byl Petrović vůdčí osobností národního týmu – nejprve Jugoslávie, po její rozpadu týmu Chorvatska. Je nositelem tří medailí z olympijských her:
- bronzová 1984
- stříbrná 1988
- stříbrná 1992 – v tomto roce bylo Chorvatsko jediným alespoň částečně vyrovnaným soupeřem amerického Dream Teamu.

Kromě toho získala Jugoslávie pod jeho vedením v roce 1986 bronzovou a v roce 1990 zlatou medaili na mistrovství světa.
Dražen Petrović zemřel v létě 1993 při autonehodě. V roce 2002 byl uveden do Naismithovy basketbalové Síně slávy (Basketball Hall of Fame) a v roce 2007 do Síně slávy Mezinárodní basketbalové federace.